# Флавіо Джоя

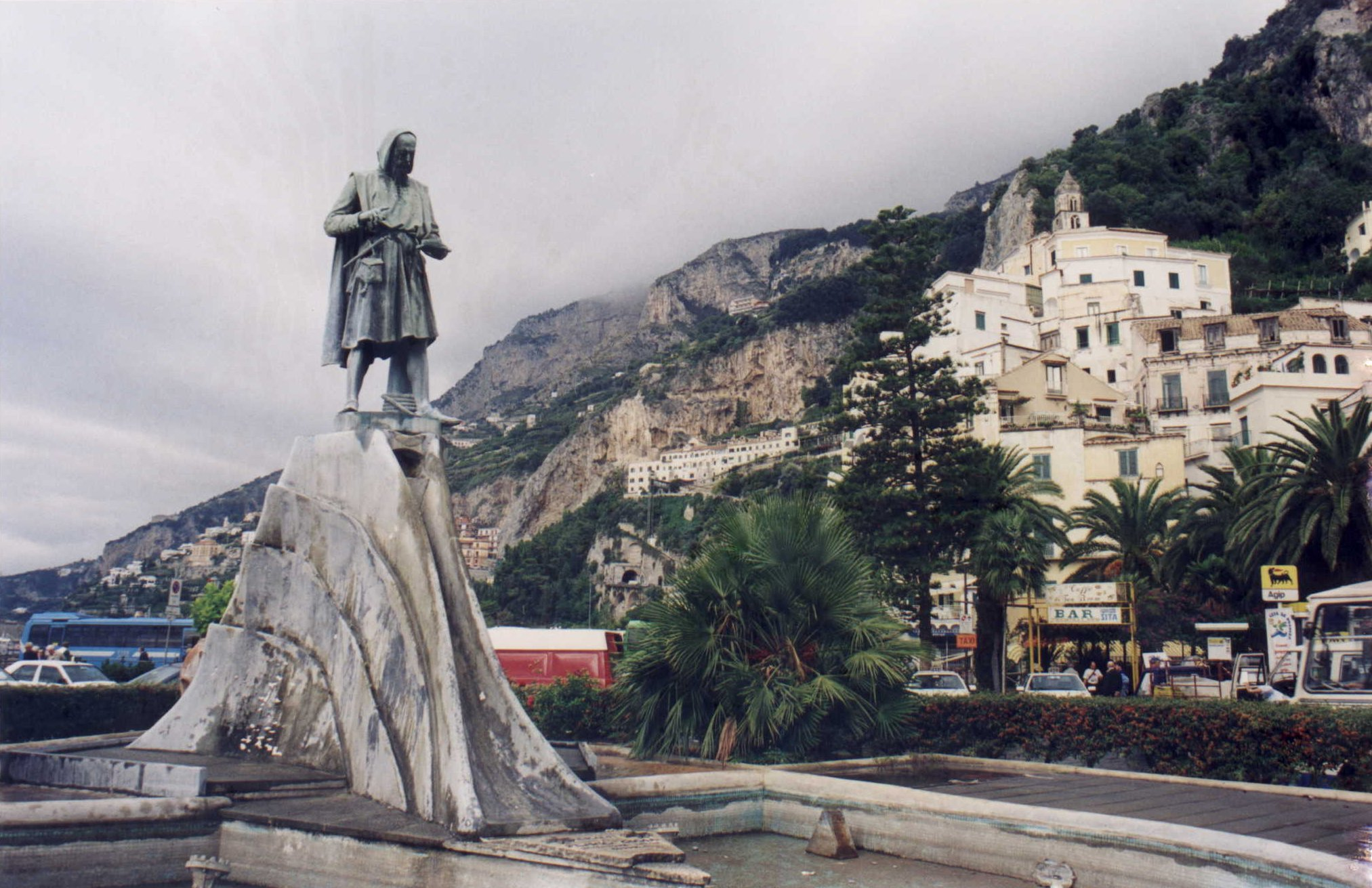
Статуя Флавіо Джої в Амальфі роботи Альфонсо Бальзіко, 1900 рік

Флавіо Джоя, або Іоан Гіра Амальфітанський (італ. Flavio Gioia або Gioja; лат. Ioannes Gira Amalphensis 1300 -?) — гаданий італійський мореплавець і винахідник, нібито лоцман; традиційно йому приписують вдосконалення компаса моряка: він підвісив голку над основою з геральдичною лілією і помістив конструкцію у маленьку скриньку зі скляною кришкою. Також вважається, що він запровадив таку конструкцію компаса, що вказувала на північ, на знак поваги до Карла Анжуйського, французького короля Неаполя.
Місцем народження Флавіо Джої називають міста Амальфі, Позітано, Неаполь або Джоя — від останнього, міста в Апулії, походить вживане прізвище.
Його іменем названі місячний кратер Джоя та крейсер Flavio Gioia.